# Veerabhadran Ramanathan
Veerabhadran Ramanathan (24 de noviembre de 1944 (80 años), Madurai, Tamil Nadu, India) es un científico indio especializado en climatología. Es profesor de ciencias aplicadas del Centro de Ciencias Atmosféricas del Instituto de Oceanografía Scripps de la Universidad de California en San Diego.
Ha contribuido a varios dominios de las ciencias atmosféricas: desarrollos al modelo de circulación general, a la química de la atmósfera, y al transporte radiativo. Ha participado en varios proyectos: Indian Ocean Experiment (INDOEX) Earth Radiation Budget Satellite. Es conocido igualmente por su participación en investigaciones atmosféricas del aerosol.
Ha recibido numerosos premios (medalla Buys Ballot en 1995, Medalla Carl-Gustaf Rossby en 2002 y Tyler Prize for Environmental Achievement en 2009) y es miembro afiliado de la Academia Nacional de las Ciencias de Estados Unidos.
En 2008, en lo relativo al calentamiento climático, ha escrito :

« El efecto de gases de invernadero sobre el calentamiento climático es, a mi parecer, el más importante problema ambiental al cual la Tierra hecha cara hoy.

## Biografía
Nacido en Madurai en 1944, y con la familia se muda la sus 11 años a Bangalore. Su escolaridad pasa entonces al inglés en lugar del tamoul, su lengua natal. Obtiene un diploma de ingeniero por la Universidad Annamalai y un máster por la Indian Institute of Science.
En 1970, llega a EE. UU. para estudiar interferometría en la Universidad de Estado de Nueva York en Stony Brook.

## Distinciones
- Condecora Buys Ballot (1995)
- Condecora Carl-Gustaf Rossby (2002)
- Tyler Prize for Environmental Achievement (2009)
- Premio Fundación BBVA Fronteras del Conocimiento, en la categoría de Cambio Climático (2015)